# Patryk Wolański
Patryk Leszek Wolański (ur. 15 sierpnia 1991 w Tuchowie) – polski piłkarz występujący na pozycji bramkarza w Pogoni Zduńska Wola.

## Kariera klubowa
Patryk Wolański jako junior grał początkowo w Unii Tarnów, a potem przeniósł się do SMS Łódź.
Zimą 2010 roku zamienił SMS Łódź na Włókniarz Konstantynów Łódzki, zaś 1 lipca 2011 roku przeszedł za 8 tysięcy euro do grającego wówczas w Ekstraklasie Widzewa Łódź. 13 kwietnia 2013 roku odszedł na zasadzie wypożyczenia do końca sezonu do Sokoła Aleksandrów Łódzki. W sezonie 2013/14 wreszcie zadebiutował w Ekstraklasie, w której zaliczył w tym sezonie 16 występów, lecz mimo jego dobrej dyspozycji zespół spadł do I Ligi. Po tym sezonie przeniósł się na zasadzie transferu definitywnego do duńskiego Midtjylland, zaś ten klub wypożyczył go do końca roku do zespołu grającego na drugim stopniu rozgrywkowym w Danii - Vejle Boldklub. Zimą przedłużono wypożyczenie do 30 czerwca 2015 roku. Łącznie Wolanski w barwach Velje zagrał 12 razy w lidze. W Midtjylland spędził kolejny sezon, ale nie udało mu się zaliczyć debiutu w pierwszej drużynie w oficjalnym meczu. 29 sierpnia 2016 roku odszedł za darmo do AC Horsens, gdzie podczas półrocznej przygody zagrał 2 mecze: jeden w pucharze Danii oraz jeden w Superligaen przeciwko swojemu byłemu klubowi - Midtjylland. Wolański zastąpił w przerwie tego meczu kontuzjowanego Niklasa Dannevanga. W styczniu 2017 roku podpisał kontrakt z trzecioligowym wówczas Widzewem Łódź, zespołem, w barwach którego znakomicie prezentował się w Ekstraklasie. Został on również mianowany przez Przemysława Cecherza kapitanem zespołu. Do końca sezonu 2016/17 Wolański zagrał w 16 spotkaniach łódzkiej drużyny, lecz klub zakończył sezon na trzecim miejscu i nie awansował do II Ligi. Kolejny sezon rozpoczął znowu w pierwszym składzie i znowu z opaską kapitana, lecz w trakcie sezonu została mu ona odebrana przez Franciszka Smudę. W 21 kolejce III Ligi w wygranym 2:1 domowym meczu przeciwko swojemu byłemu klubowi - Sokołowi Aleksandów Łódzki - Wolański nabawił się kontuzji i nie zagrał do końca sezonu. W sezonie 2017/18 zagrał ogółem w 20 meczach III Ligi i wywalczył z Widzewem awans o klasę wyżej. W sezonie 2018/19 rozegrał wszystkie mecze w pełnym wymiarze czasowym. Sezon 2019/20 również rozpoczął jako podstawowy bramkarz, ale po przegranym 0:1 meczu ze Skrą Częstochowa, w którym obronił rzut karny, został zastąpiony w pierwszym składzie przez Wojciecha Pawłowskiego. W 2020 po opuszczeniu Widzewa pozostawał bez klubu. W sezonie 2020/2021 występował w drużynie Sokół Lutomiersk jako zawodnik z pola, strzelając co najmniej 2 bramki w rozgrywkach łódzkiej B klasy. W 2021 podpisał kontrakt z trzecioligowym KS Kutno powracając do występów na pozycji bramkarza. Jednocześnie jest zawodnikiem piłki nożnej 6-osobowej w ramach rozgrywek Playareny. W 2023 po etapie pre-selekcji otrzymał powołanie do reprezentacji Polski w minifutbolu. 